# Campeonato Uruguayo de Primera División 1993
El Campeonato Uruguayo 1993 fue el 89° torneo de primera división del fútbol uruguayo, correspondiente al año 1993.
Luego de disputadas dos ruedas todos contra todos entre los 13 equipos participantes, el Club Atlético Peñarol ocupó el primer puesto y fue declarado campeón uruguayo, recuperando el trofeo que no conseguía desde la edición de 1986.
Descendieron a Primera "B" los dos últimos equipos en la tabla, Huracán Buceo y Racing. Por otra parte ascendieron desde esa divisional para el torneo de 1994 los clubes Basáñez y Central.

## Posiciones
| Puesto | Equipo               | Pts | PJ | PG | PE | PP | GF | GC | Dif |
| ------ | -------------------- | --- | -- | -- | -- | -- | -- | -- | --- |
| 1°     | Peñarol              | 36  | 24 | 16 | 4  | 4  | 50 | 19 | 31  |
| 2°     | Defensor Sporting    | 34  | 24 | 13 | 8  | 3  | 27 | 14 | 13  |
| 3°     | Danubio              | 32  | 24 | 13 | 6  | 5  | 29 | 18 | 11  |
| 4°     | Nacional             | 29  | 24 | 11 | 7  | 6  | 38 | 28 | 10  |
| 5°     | Progreso             | 25  | 24 | 6  | 13 | 5  | 24 | 23 | 1   |
| 6°     | Cerro                | 24  | 24 | 8  | 8  | 8  | 24 | 25 | -1  |
| 7°     | Montevideo Wanderers | 22  | 24 | 7  | 8  | 9  | 23 | 25 | -2  |
| 8°     | Rampla Juniors       | 21  | 24 | 5  | 11 | 8  | 17 | 24 | -7  |
| 9°     | Liverpool            | 20  | 24 | 6  | 8  | 10 | 16 | 24 | -8  |
| 10°    | River Plate          | 20  | 24 | 6  | 8  | 10 | 20 | 32 | -12 |
| 11°    | Bella Vista          | 18  | 24 | 6  | 6  | 12 | 19 | 26 | -7  |
| 12°    | Huracán Buceo        | 18  | 24 | 5  | 8  | 11 | 31 | 43 | -12 |
| 13°    | Racing               | 13  | 24 | 3  | 7  | 14 | 10 | 27 | -17 |

|  | Clasifica a la Liguilla Pre-Libertadores. |
|  | Desciende a Segunda división.             |

|                                                 |
| Uruguay                                         |
| Campeón Uruguayo 1993 Peñarol 39° título de AUF |

## Clasificación a torneos continentales

### Liguilla Pre-Libertadores
| Puesto | Equipo            | Pts | PJ | PG | PE | PP | GF | GC | Dif |
| ------ | ----------------- | --- | -- | -- | -- | -- | -- | -- | --- |
| 1°     | Nacional          | 8   | 5  | 3  | 2  | 0  | 7  | 3  | 4   |
| 2°     | Defensor Sporting | 7   | 5  | 3  | 1  | 1  | 7  | 3  | 4   |
| 3°     | Peñarol           | 6   | 5  | 3  | 0  | 2  | 13 | 7  | 6   |
| 4°     | Danubio           | 5   | 5  | 1  | 3  | 1  | 8  | 10 | -2  |
| 5°     | Progreso          | 3   | 5  | 0  | 3  | 2  | 4  | 11 | -7  |
| 6°     | Cerro             | 1   | 5  | 0  | 1  | 4  | 7  | 12 | -5  |

|  | Clasifica a la Copa Libertadores 1994. |
|  | Clasifica a la Copa Conmebol 1994.     |

| Uruguay                                    |
| Campeón Liguilla 1993 Nacional 4.to título |

#### Desempate por el segundo clasificado a la Copa Libertadores
| 31 de enero de 1994 | Defensor Sporting                             | 2:1 (1:1) | Peñarol          | Estadio Centenario, Montevideo                                  |                                                                 |
|                     | Juan Carlos de Lima 2' · Guillermo Almada 49' |           | Daniel Vidal 14' | Asistencia: 24.571 espectadores Árbitro(s): Eduardo Dluzniewski | Asistencia: 24.571 espectadores Árbitro(s): Eduardo Dluzniewski |

### Equipos clasificados

#### Copa Libertadores 1994
|   | Equipo            | Clasificación como       |
| - | ----------------- | ------------------------ |
| 1 | Nacional          | Campeón Liguilla 1993    |
| 2 | Defensor Sporting | Subcampeón Liguilla 1993 |

#### Copa Conmebol 1994
|   | Equipo  | Clasificación como            |
| - | ------- | ----------------------------- |
| 1 | Peñarol | 3° puesto en la Liguilla 1993 |
| 2 | Danubio | 4° puesto en la Liguilla 1993 |

## Descenso

### Promoción
|  | Racing | 0:0     | Central Español |  |  |
|  |        | Reporte |                 |  |  |

|  | Racing | 0:3     | Central Español |  |  |
|  |        | Reporte |                 |  |  |

Central Español asciende a la Primera División y Racing desciende a la Segunda División.